# Kastl (Lauterachtal)
Kastl ist ein Markt im Oberpfälzer Landkreis Amberg-Sulzbach und zählt zur Metropolregion Nürnberg in Bayern.

## Geographie

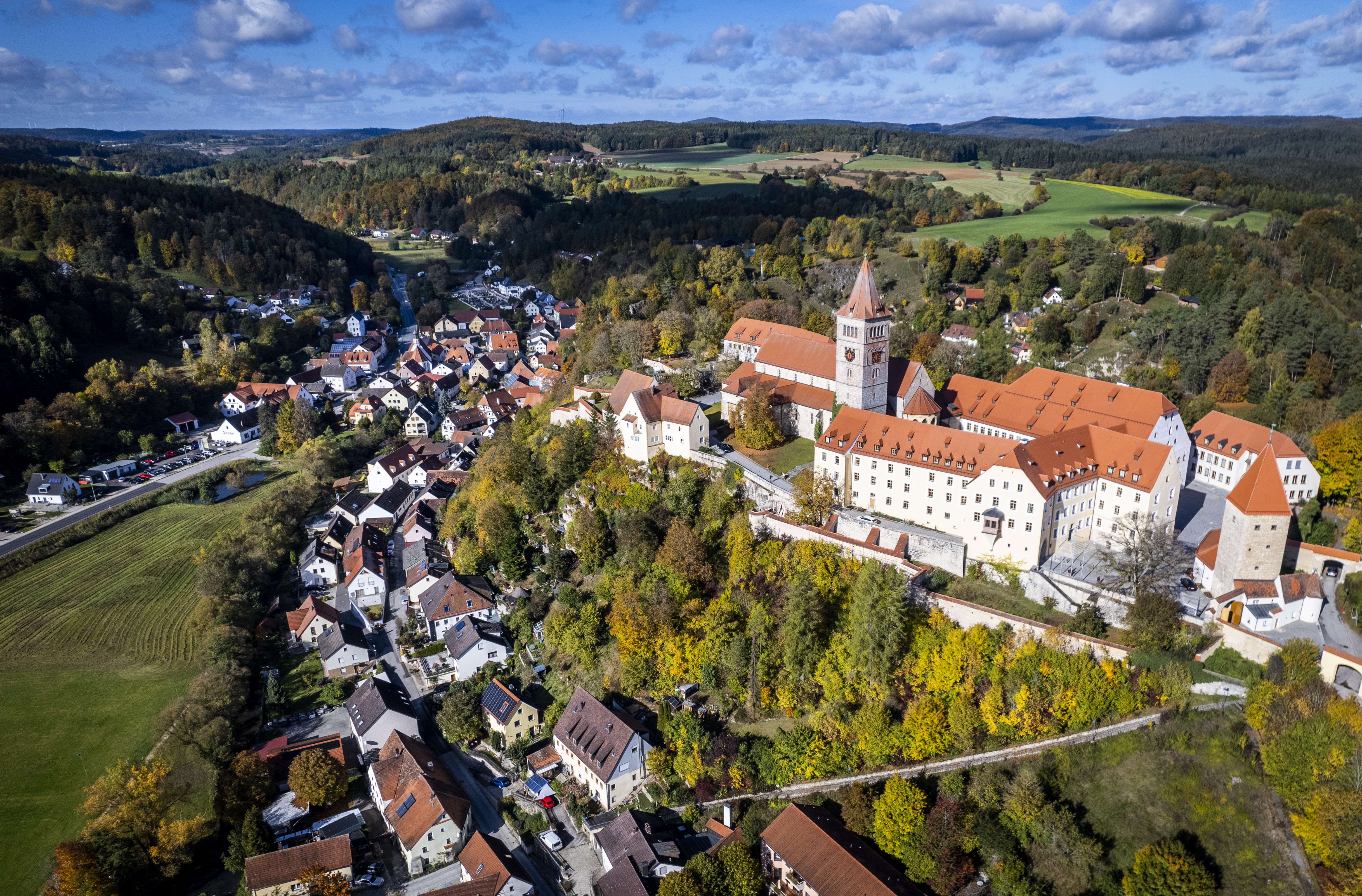
Kastl mit dem Klosterberg (rechts)

### Geographische Lage
Das Dorf befindet sich etwa 50 Kilometer östlich von Nürnberg und rund 70 Kilometer nordwestlich von Regensburg. Die Marktgemeinde liegt im östlichen Teil der Frankenalb an der Lauterach, einem Nebenfluss der Vils in der Mitte zwischen Amberg und Neumarkt in der Oberpfalz, jeweils ziemlich genau 20 Kilometer entfernt. Im Ortsgebiet liegt der 587 Meter hohe Brennersberg. Der bewegte Landschaftsraum der Gemeinde liegt in der Nördlichen Kuppenalb. Die strukturreiche Waldlandschaft wurde als schutzwürdige Landschaft Deutschlands eingestuft (Kennziffer: 8101). Das Lauterachtal wird wegen seiner landschaftlichen Schönheit auch als Toskana der Oberpfalz bezeichnet.

### Naturräumliche Zuordnung
Naturräumlich gehört die Gemeinde zur Haupteinheit Mittlere Frankenalb, die nach der naturräumlichen Gliederung Deutschlands (gemäß Meynen/Schmithüsen et al.) Teil der Haupteinheitengruppe Fränkische Alb ist.

### Gemeindegliederung
Es gibt 39 Gemeindeteile (in Klammern ist der Siedlungstyp angegeben):
- Aicha (Einöde)
- Allmannsfeld (Weiler)
- Appesloh (Einöde)
- Aumühle (Einöde)
- Bärnhof (Einöde)
- Brünnthal (Weiler)
- Deinshof (Weiler)
- Dettnach (Weiler)
- Drahberg (Weiler)
- Flügelsbuch (Dorf)
- Freischweibach (Weiler)
- Gaishof (Einöde)
- Giggelsberg (Weiler)
- Guttenberg (Weiler)
- Haid (Einöde)
- Hainhof (Einöde)
- Halbmühle (Einöde)
- Hellberg (Einöde)
- Hochhaus (Einöde)
- Hohengrund (Einöde)
- Kastl (Hauptort)
- Langenberg (Einöde)
- Lauterach (Einöde)
- Mennersberg (Weiler)
- Mühlhausen (Dorf)
- Oberfeld (Einöde)
- Pattershofen (Dorf)
- Pfaffenhofen (Kirchdorf)
- Reusch (Weiler)
- Richt (Einöde)
- Sankt Lampert (Einöde)
- Saugraben (Einöde)
- Schwärz (Weiler)
- Umelsdorf (Kirchdorf)
- Utzenhofen (Pfarrdorf)
- Wolfersdorf (Weiler)
- Wolfsfeld (Kirchdorf)
- Zapfl (Einöde)
- Ziegelhütte (Einöde)

### Nachbargemeinden
Zu den Nachbargemeinden zählen Lauterhofen, Velburg, Hohenburg, Ursensollen und Birgland.

### Geologie und Boden

#### Geologie

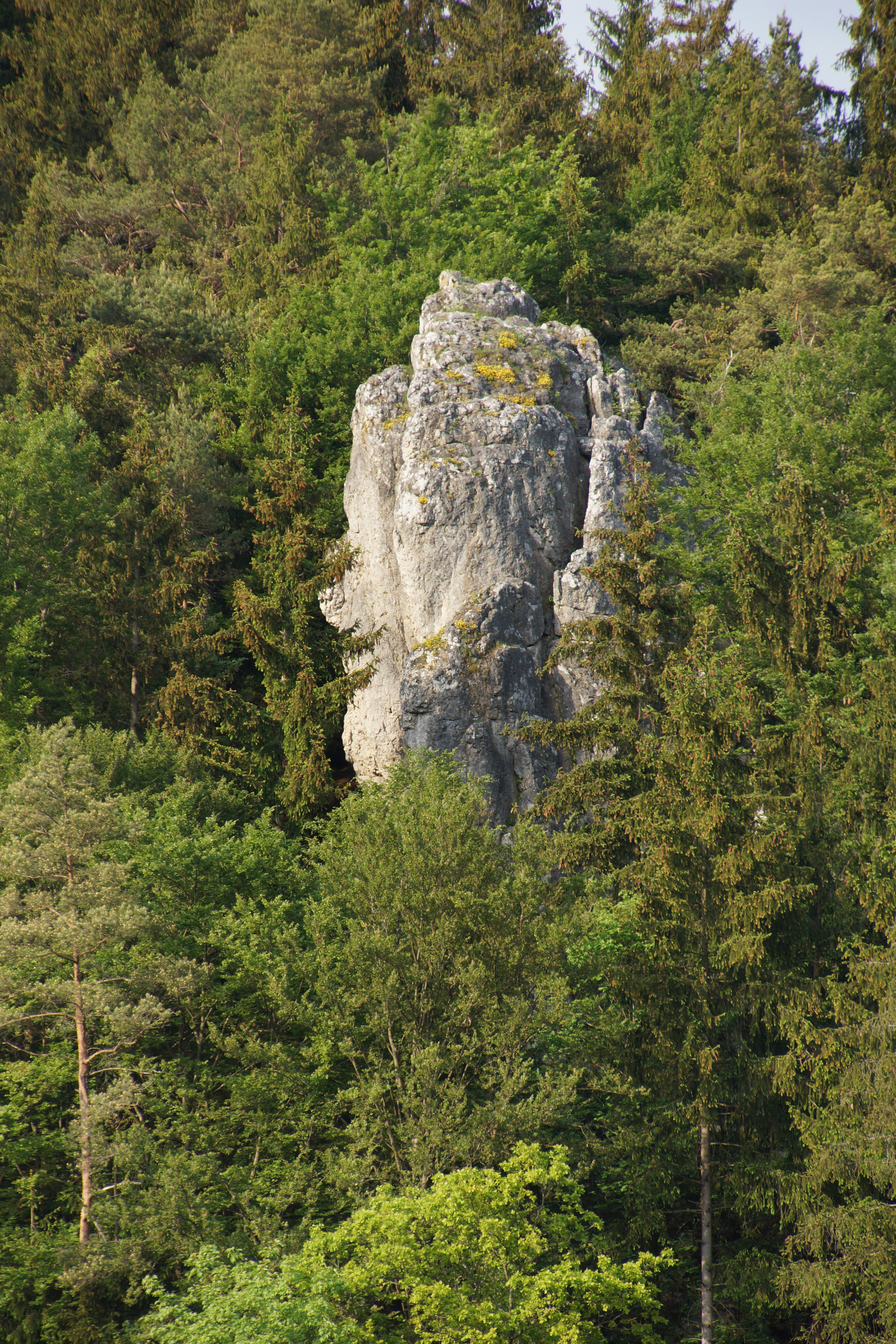
Jurafels im Lauterachtal unterhalb von Kastl vor der Einmündung des Mühlhausener Bachs

Das Gemeindegebiet liegt geologisch im Südwestdeutschen Schichtstufenland. Der Weiße Jura (Malm) ist die bestimmende geologische Gruppe. In der Kreidezeit bildeten sich tief eingeschnittene Talsysteme wie das Lauterachtal und Tal des Mühlhauser Bachs aus und durch Verkarstungsprozesse entwickelte sich eine abwechslungsreiche und profilierte Karstlandschaft mit einigen Höhlen. Schichten aus der Frankenalb-Formation der Weißjura-Gruppe dominieren den Landschaftsraum der Gemeinde. Riffdolomit ist die prägende geologische Einheit. Der massige Dolomitstein führt teilweise Fossilien. So ist südlich von Wolfsfeld die Nordwand des Brennersberges als Geotop (Nr. 371R033) ausgewiesen. Der Brennersberg weist an dieser Stelle eine Höhe von 580 m ü. NHN auf. Der tafelbankige Dolomit befindet sich im Übergang zum Riffdolomit. Der dunkle Riffdolomitfelsen des Malm Delta bildet einen 10 bis 15 m breiten Sockel aus, auf denen Verebnungen mit hellem Dolomitfelsen aus Schichten des Kimmeridgiums, dem so genannten Malm Epsilon, emporragen. In dem Riffdolomit sind viele Fossilien in Form von hellen Kieselknollen angeordnet. Das Opal-artige Material geht auf Ablagerungen von Kieselalgen zurück. In den Karstspalten haben sich zudem Schutzfels-Formationen aus der Danubische Kreide-Gruppe entwickelt. Dabei wurden Sande und Tone im Paläozoikum bis Mesozoikum in den Karsthohlformen abgelagert und bilden lokal ein Deckgebirge aus. Im Lauterachtal und entlang des Mühlhauser Bachs befinden sich quartäre Talfüllungen. Kolluviale Füllungen bedecken die Trockentäler der Karstlandschaft. Im Jungholozän wurden Kolluvien aus der Umgebung der Täler eingetragen.

#### Boden
Auf den Kuppen und Anhöhen haben sich die für Karstgebiete charakteristischen Bodentypen Rendzina und Braunerde-Rendzina entwickelt. In den flacheren Tallagen kommen Braunerde-Böden vor. Im Tal der Lauterach dominieren fruchtbare Vega-Böden aus den Bodenarten Schluff und Lehm (Auensediment).

### Klima
Kastl liegt in der kühl-gemäßigten Klimazone und weist ein humides Klima auf. Der Landschaftsraum der Gemeinde befindet sich im Übergangsbereich zwischen dem feuchten atlantischen und dem trockenen Kontinentalklima. Nach der Klimaklassifikation von Köppen/Geiger zählt Kastl zum gemäßigten Ozeanklima (Cfb-Klima). Dabei bleibt die mittlere Lufttemperatur des wärmsten Monats unter 22 °C und die des kältesten Monats über −3 °C. Die Karstlandschaft erwärmt sich im Frühjahr und Herbst schneller als die wiesengeprägten Aueflächen des Lauterachtales.

### Flächennutzung
| Nutzung                      | Hektar |
| ---------------------------- | ------ |
| Wohnbaufläche                | 57     |
| Industrie- und Gewerbefläche | 11     |
| Verkehrsfläche               | 249    |
| Waldfläche                   | 3159   |
| Landwirtschaftliche Fläche   | 2674   |
| Fläche der Gewässer          | 19     |
| Gesamtfläche                 | 6488   |

Markt Kastl ist aufgrund seiner Lage und Struktur eine ländlich geprägte Gemeinde. Dies spiegelt sich in der Flächennutzung wider. Die Vegetationsflächen bilden 93,3 Prozent der Gemeindefläche, wie die Flächennutzungstabelle zeigt. Die Kommune weist einen sehr hohen Anteil an Waldflächen auf, der bei 48,7 Prozent liegt und damit die Hälfte der Gemeindefläche von Kastl ausmacht. Die landwirtschaftlich genutzten Flächen nehmen mit 41,2 Prozent einen ebenfalls großen Flächenanteil ein.
Der Anteil der Wohnbauflächen umfasst hingegen lediglich 0,9 Prozent. Industrie- und Gewerbeflächen nehmen einen vergleichsweise geringen Anteil in Höhe von 0,2 Prozent der Gemeindefläche ein. Der Verkehrsflächenanteil liegt bei 3,8 Prozent.

### Schutzgebiete

#### Natura-2000-Gebiet
Die strukturreichen Buchen- und Buchenmischwälder auf den Dolomitkuppen und Kalkstandorten des Gemeindegebiets, die teilweise mit Kalkmagerrasen verzahnt sind (Ökotone), wurden als Teilflächen des europäischen Schutzgebiets Wälder im Oberpfälzer Jura (FFH-Gebiet, Nr. 6535-371) an die Europäische Kommission gemeldet. Die geschützten Waldlebensräume mit dem umgebenden basenreichen Offenland übernehmen eine wichtige Trittsteinfunktion im Netz Natura 2000 der nördlichen Frankenalb. Das 801 Hektar große FFH-Gebiet (Fauna-Flora-Habitat) umfasst mehrere Teilflächen und weist einige der größten Orchideen-Vorkommen des Gelben Frauenschuhs (Cypripedium calceolus) im Naturraum der Frankenalb auf. Die Waldmeister-Buchenwälder (Asperulo-Fagetum) und Mitteleuropäischen Orchideen-Kalk-Buchenwälder (Cephalanthero-Fagion) mit hohen Alt- und Totholzanteil stehen unter besonderem Schutz und sollen aufgrund ihrer naturschutzfachlichen Bedeutung weiter entwickelt werden.
Die sehr stark gefährdete Fledermausart Große Hufeisennase (Rhinolophus ferrumequinum) nutzt die Waldflächen im Gemeindegebiet zur Jagd und als Flugkorridor zwischen den Tagesquartieren und Nahrungshabitaten. Die Wald- und Gehölzflächen stehen in enger funktionaler Wechselbeziehungen zu dem Vorkommen in Hohenburg, Deutschlands letzter Fledermaus-Kolonie der Großen Hufeisennase. Daneben kommen im FFH-Gebiet Wälder im Oberpfälzer Jura weitere geschützte Fledermausarten wie Mopsfledermaus (Barbastella barbastellus) und Großes Mausohr (Myotis myotis) vor. Das Natura-2000-Gebiet weist ferner unzerschnittene Habitatkomplexe aus Laich- und Landlebensräumen des Nördlichen Kammmolchs (Triturus cristatus), einer gefährdeten Amphibienart, auf.

#### Landschaftsschutzgebiet

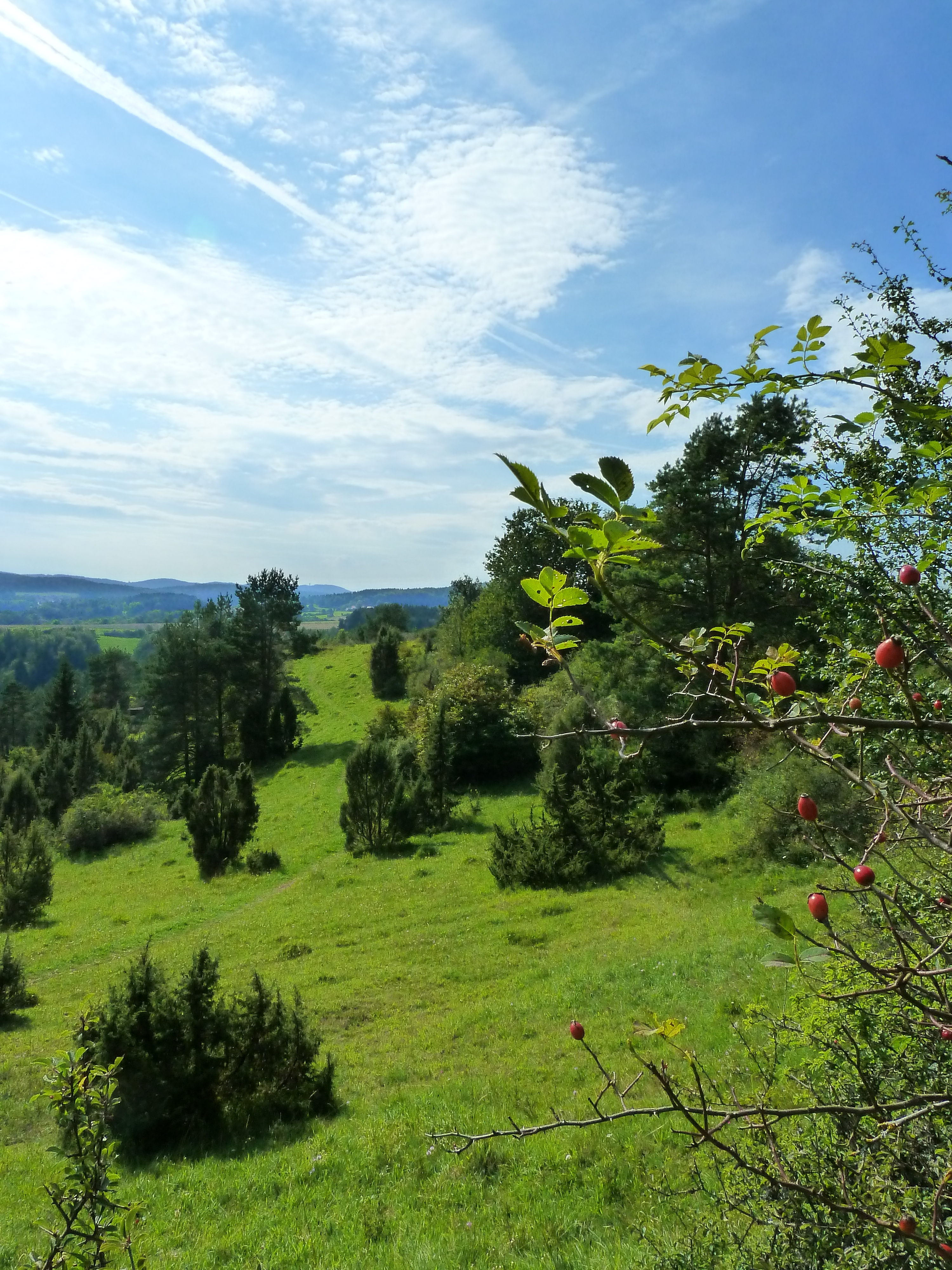
Kalkmagerrasen mit Wacholder-Gebüsch (Juniperus) auf einem Trockenhang beim Hochholz nahe Kastl im Naturpark Hirschwald

Weite Teile des Gemeindegebiets sind als Landschaftsschutzgebiet unter Schutz gestellt. Die Ausweisung des Landschaftsschutzgebietes Lauterachtal mit den Tälern des Hausener- und Utzenhofener Baches und das Juragebiet zwischen Kastl und Utzenhofen erfolgte im Jahre 1965. Das 4682 Hektar große Schutzgebiet befindet sich schwerpunktmäßig im Süden des Marktes Kastl (LSG00121.09).

#### Naturpark
Der großräumige Naturpark Hirschwald umfasst einen Großteil der Gemeinde (Kennung: NP-00017). Lediglich die nördlichen Gemeindeteile – wie Dettnach und Wolfsfeld – sind nicht Bestandteil des 27.760 Hektar großen Naturparks. Der geschützte Landschaftsraum erstreckt sich weit über die Gemeindegrenzen hinweg.

#### Naturwaldreservat
Der Hainsimsen-Buchenwald (Luzulo-Fagetum) im Bereich des Herrenberges nördlich von Pattershofen wurde vom Bayerischen Staatsministerium für Ernährung, Landwirtschaft und Forsten als Naturwaldreservat im Jahre 2017 ausgewiesen und somit aus der forstlichen Bewirtschaftung genommen. Das Reservat befindet sich auf einem länglichen von West nach Ost verlaufenden Jurabergrücken auf einer Höhe von 510 bis 559 m ü. NHN. Das Naturwaldreservat Herrnberg umfasst 48,2 Hektar und gehört zum Forstbetrieb Burglengenfeld. Es ist Teil des bayerischen Waldbiotopverbundes und dient der Sicherung der Biodiversität der bayerischen Wälder. Das Reservat liegt innerhalb des FFH-Gebietes Wälder im Oberpfälzer Jura. Lückige Buchenalthölzer mit dichter Naturverjüngung aus Rotbuche (Fagus sylvatica) prägen die naturschutzfachlich wertvollen Waldbestände des Herrenberges. Aus dem Wald wurden naturferne Fichtenbestände (Picea abies) entfernt, die durch den Borkenkäfer (Scolytinae) bereits gefährdet waren. Lediglich Kiefern (Pinus sylvestris), Tannen (Abies) und Lärchen (Larix decidua) wurden in dem Mischwald als Nadelhölzer stehengelassen und der Sukzession überlassen. Auf feuchteren Standorten im Nordosten des Reservates befinden sich jüngere Gruppen bestehend aus Berg-Ahorn (Acer pseudoplatanus) mit zahlreichen Linden (Tilia) und einzelnen Schwarz-Erlen (Alnus glutinosa) sowie Sal-Weiden (Salix caprea).

### Hochwasserkatastrophe im Frühjahr 2024
Am Abend des 21. Mai 2024 ereignete sich in Kastl während eines Starkregens eine massive Überschwemmung. Dabei wurde der Marktplatz überflutet, Fahrzeuge wurden weggeschwemmt. Einige Bewohner konnten wegen des schnellen Anstiegs des Wasserpegels ihre Häuser nicht mehr verlassen. Personenschäden waren aber nicht zu beklagen. Es gab zu diesem Zeitpunkt auch andernorts Überschwemmungen, Kastl war jedoch besonders betroffen. Die Flut war aus einem Seitental der Lauterach gekommen.

## Geschichte

### Mittelalter

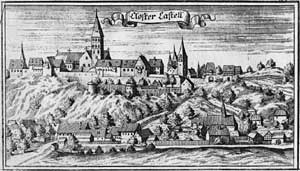
Kupferstich des Klosters Kastl von Johann Ulrich Kraus aus dem Kurbayerischen Atlas von Anton Wilhelm Ertl (1687)

Über die Jahrhunderte gab es verschiedene Schreibweisen für den Ortsnamen, wie beispielsweise Castel oder Kastel. Die erste urkundliche Erwähnung des Ortes stammt aus dem Jahre 1102, und der Ortsname lautete seinerzeit Castellum. Der lateinische Begriff castellum steht für Kastell, Festung oder Schanze. 1109 wurde der Ort als Castellense monasterium bezeichnet und weist auf ein Kloster mit Burg (Klosterburg) hin. Der Ortsname bezieht sich auf eine frühmittelalterliche Burg, die zwischen 1098 und 1103 durch die Edelfreien Otto und Hermann von Kastl, Graf Berengar I. von Sulzbach und die diepoldingerische Markgräfin Luitgart in ein Benediktinerkloster umgewandelt wurde.
Das Kloster Kastl ist das älteste Benediktinerkloster des Nordgaus und war bis 1188 Hauskloster der einflussreichen Grafen von Sulzbach. Es galt als eines der wichtigen Reformklöster der Hirsauer Reformbewegung in Süddeutschland während des 12. Jahrhunderts. Die kunsthistorisch und architekturgeschichtlich bedeutende Kirche ist dem hl. Petrus geweiht. Im Hochmittelalter kann das Kloster als eines der kulturellen Zentren der heutigen Oberpfalz gelten. Der Ort erhielt 1323 das Marktrecht mit wichtigen Eigenrechten von Ludwig dem Bayern, dessen Tochter Anna in Kastl im Kleinkindalter verstarb und – als Mumie erhalten – in der Klosterkirche besichtigt werden kann (2013 wurde der Leichnam gereinigt sowie ein halbes Jahr in einen stickstoffgefüllten Schrein umgebettet, um die Feuchtigkeit zu reduzieren).

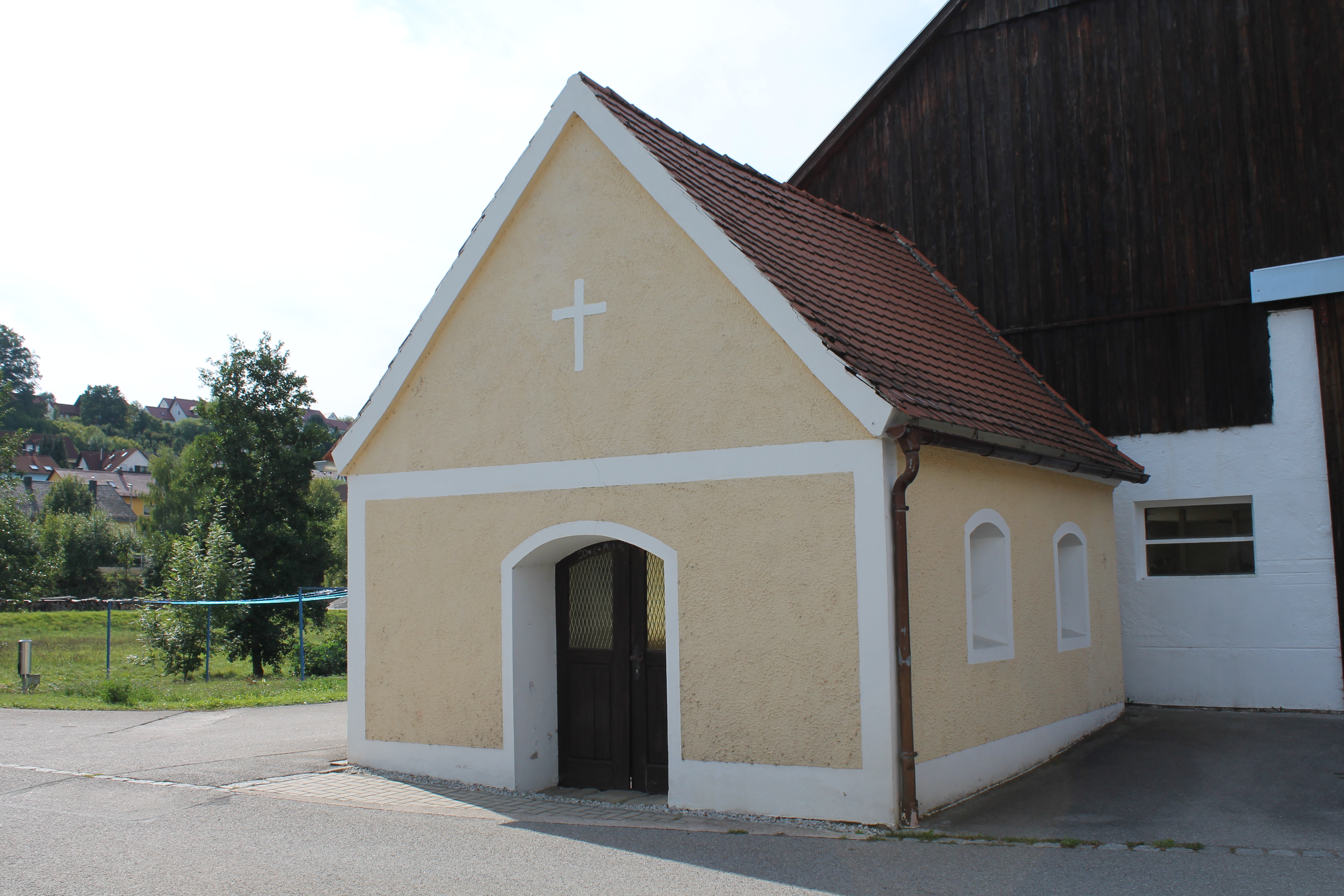
Hammermühlkapelle in Kastl

In Kastl bestand vom 14. bis zum 17. Jahrhundert ein Eisenhammer, der vom Wasser der Lauterach betrieben wurde. Seine Entstehung verdankt der Hammer den 1390 genannten und in der Nähe gelegenen Erzgruben. Im Jahre „1459 kaufen mehrere Nürnberger Bürger sich auf dem Hammer zu Niedernkastl eine ewige Gült von 30 Gulden um den Preis von 600 fl mit der Verpflichtung, dem Abt den jährlichen Zins zu geben“. Hammermeister zu Kastl ist 1526 der Nürnberger Lang. Im 16. Jahrhundert hatte das Kloster Kastl den Hammer zu Nieder-Kastl in eigene Regie übernommen. 1539 war das Kloster in Geldnöten. Um den Betrieb des Klosterhammers aufrechterhalten zu können, brauchte es zum Ankauf von Erzen und Kohle eine größere Summe. Der Nürnberger Bürger Fritz Praun stellte nach Abschluss eines Vertrages am 30. Januar 1539 dem Stift 700 fl zur Verfügung, die vorgestreckte Summe sollte durch Eisenlieferungen abgegolten werden. Zur Sicherung ließ sich Praun einen Teil des Hammers verpfänden. An den abgegangenen Hammer erinnert heute noch die Hammermühlkapelle, die unter der Aktennummer D-2-77-144-8 als denkmalgeschütztes Baudenkmal von Hammer verzeichnet ist.

### Frühe Neuzeit
Das Kloster Kastl gehörte während der Reformation den Jesuiten und nach Aufhebung des Jesuitenordens in Bayern 1782 dem Johanniter- und Malteserorden, an den es vom bayerischen Kurfürsten Karl Theodor übergeben worden war. Der Ort war 1777 bis 1806 Teil von Pfalzbaiern und bildete eine geschlossene Hofmark, deren Sitz das Kloster war. Kloster und Hofmark bestanden de jure bis zur Aufhebung des Malteserordens in Bayern 1808. Dann wurde die Klosterkirche zur Pfarrkirche. Die Wiederherstellung einer gemeindlichen Selbstverwaltung erfolgte durch das bayerische Gemeindeedikt von 1818. Im Jahr 1825 wurde das Landgericht Kastl von der Burg Pfaffenhofen in die seit 1803 ungenutzten Gebäude verlegt, wo es bis zu seiner Umwandlung zum Amtsgericht 1879 blieb.

### 20. Jahrhundert
Kastl war bis 1929 Zentrum eines Distrikts mit Landgericht und Finanzamt. Zuvor, spätestens mit der Diskussion zum Bau der Eisenbahnlinien, war Kastl ins Blickfeld der unterschiedlichen Interessen in Amberg und Neumarkt geraten.

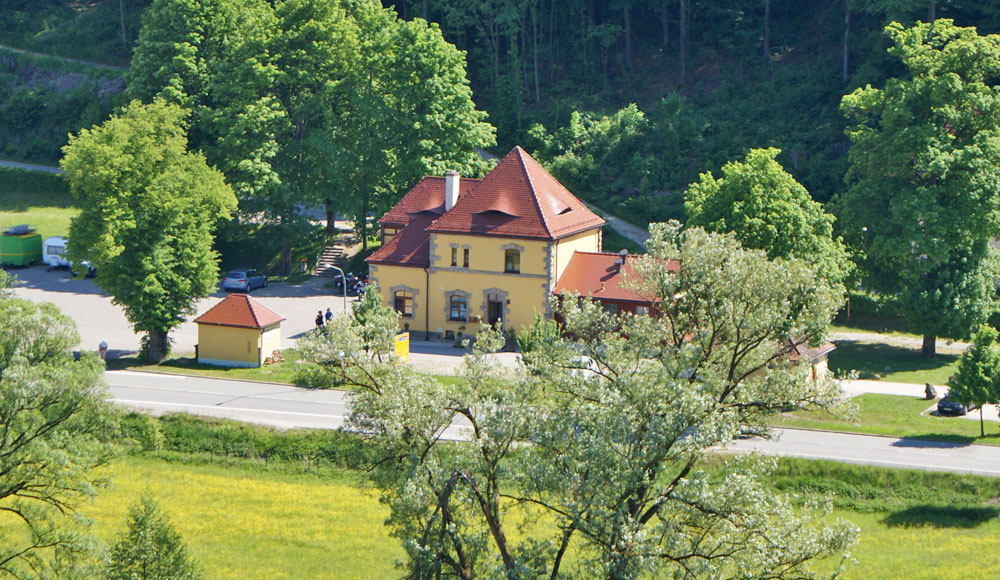
Ehemaliges Bahnhofsgebäude von Kastl

So hatte es Überlegungen gegeben, die Bahnstrecke Nürnberg–Regensburg über Kastl zu führen. Sie wurde schließlich über Neumarkt realisiert. Im Gegenzug sollte eine Bahnverbindung Amberg-Neumarkt entstehen. Gebaut wurde schließlich (Einweihung 1903) nur von Amberg bis Lauterhofen, eine Lokalbahn (Stich- oder Saugbahn). Mit dem Bau der ersten Autobahnen sollte Kastl nochmals berücksichtigt werden, bei der Verbindung von Nürnberg nach Regensburg. Sie wurde wegen des Zweiten Weltkrieges nicht fertiggestellt. Die Quader für Brückenbauwerke waren bereits im Hainthal gelagert (Reste davon heute beim Freibadparkplatz) und die Humushalten auf den Hochflächen über der Klosterburg. Einige Jahrzehnte später wurde die Autobahn über Neumarkt geleitet.

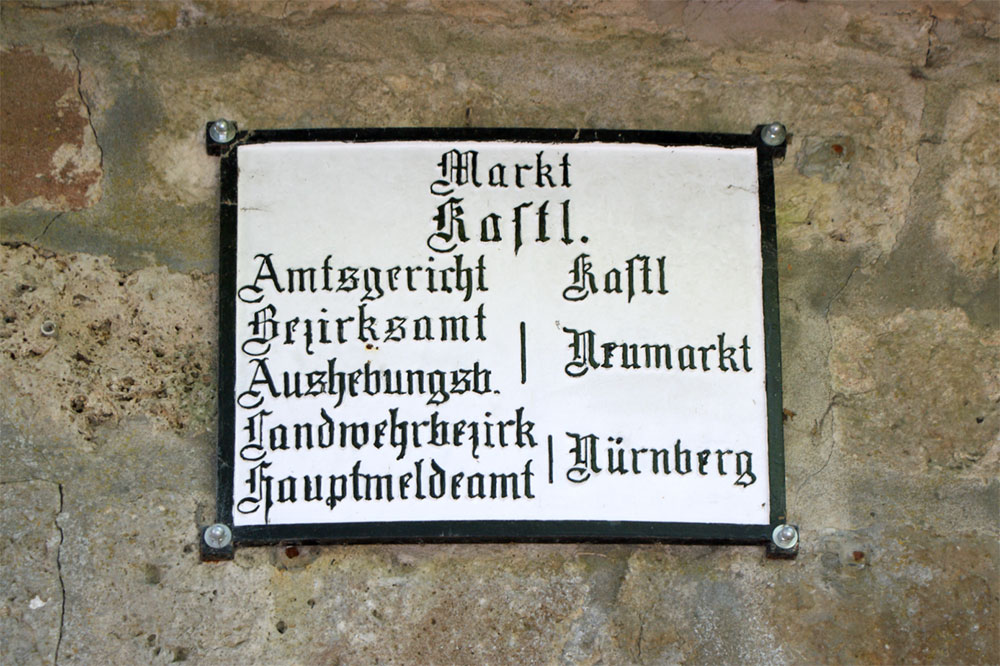
Tafel an der Außenmauer der Klosterburg

 Die Distriktsfunktion gab man mit der Verwaltungsreform 1929 nach Neumarkt i.d.OPf. ab, die Finanzamtsfunktion nach Amberg. „Am 31. Dezember 1930 wird das Amtsgericht aufgelöst, ein schier nicht zu verkraftender Aderlass. Öd und verlassen stand nun die imposante Klosterburg auf der Jurahöhe auf neue Aufgabe wartend. Man bemühte sich wieder eine Ordensgemeinschaft zur Ansiedlung zu gewinnen. Auch das gelang nicht. So errichtete die Stadt Regensburg ein Schullandheim für ihre Schuljugend“. 1935 gesellte sich ein weiblicher Arbeitsdienst dazu. „Ca. 50 Mädchen mußten ihren halbjährigen Arbeitsdienst ableisten, wo sie bei kinderreichen Familien und bäuerlichen Betrieben zum Einsatz kamen. Die geschlossene Unterkunft sorgte für nationalsozialistische Erziehung“ (vgl. Mosners Heimatbücherl). Im August und September 1942 wurden von den nationalsozialistischen Machthabern, so die Recherchen der zuletzt aktiven Verantwortlichen des Ungarischen Gymnasiums, in der Burg „verschleppte Kinder slowenischer Widerstandskämpfer Partisanen untergebracht, die als Vergeltungsmaßnahme unter Zwang von ihren Familien getrennt wurden“. „Mit Kriegsende wurden beide Einrichtungen aufgelöst. Die Vertreibung der Deutschen aus Gebieten des Ostens machte nun die Errichtung eines Flüchtlingslagers innerhalb der historischen Mauern erforderlich. Sechs – bis Achthundert und mehr Heimatvertriebene fanden vorübergehende Notaufnahme“ (ebd.). Von 1958 bis 2006 befand sich in den historischen Räumen des Klosters das Europäisch-Ungarische Gymnasium mit angeschlossenem Internat.

### Kreiszugehörigkeit
Mit der Gebietsreform wurde der Markt Kastl am 1. Juli 1972 aus dem Landkreis Neumarkt in der Oberpfalz in den vergrößerten Landkreis Amberg umgegliedert, der am 1. Mai 1973 den Namen Landkreis Amberg-Sulzbach erhielt.

### Eingemeindungen
Im Zuge der Gebietsreform in Bayern wurden am 1. Juli 1972 Teile der Gemeinden Brunn, Hausen, Winkl und Wolfsfeld eingegliedert. Pfaffenhofen und Utzenhofen kamen am 1. Mai 1978 hinzu.

### Einwohnerentwicklung
Die Bevölkerungsentwicklung des Marktes Kastl war zwischen 1840 und 1939 leicht positiv. Lebten 1840 noch 2003 Bürger in Kastl, waren es 1939 bereits 2258 Einwohner. Nach dem Zweiten Weltkrieg gab es einen starken Zuzug in die Gemeinde und im Jahre 1950 zählte der Markt mit 3069 Menschen die höchste Einwohnerzahl. Danach war die Einwohnerentwicklung rückläufig. Zwischen 1961 und 1970 stieg die Einwohnerzahl wieder auf 2860 an. Bis zum Jahre 2013 war daraufhin ein spürbarer Bevölkerungsrückgang auf 2395 Einwohner zu verzeichnen. In den darauffolgenden Jahren erfolgte ein moderates Bevölkerungswachstum. Kastl weist jedoch von 1987 bis 2016 einen Rückgang im Anteil der unter 18-Jährigen auf. Parallel zu dieser Entwicklung stieg der Anteil der über 50-Jährigen und über 65-Jährigen signifikant an. Die über 50-Jährigen bilden mit 48,9 % im Jahre 2016 fast die Hälfte der Bevölkerung von Kastl. Ein Viertel der Bevölkerung der Gemeinde war 2016 über 65 Jahre alt. Im Jahre 1987 stellte diese Altersgruppe der Senioren lediglich ein Achtel der Bevölkerung.
Zwischen 1988 und 2018 sank die Einwohnerzahl von 2615 auf 2482 um 133 Einwohner bzw. um 5,1 %.
| Jahr      | 1840 | 1871 | 1900 | 1925 | 1939 | 1950 | 1961 | 1970 | 1987 | 2007 | 2008 | 2009 | 2010 | 2011 | 2012 | 2013 | 2014 | 2015 | 2016 |
| --------- | ---- | ---- | ---- | ---- | ---- | ---- | ---- | ---- | ---- | ---- | ---- | ---- | ---- | ---- | ---- | ---- | ---- | ---- | ---- |
| Einwohner | 2003 | 2025 | 2051 | 2162 | 2268 | 3069 | 2667 | 2860 | 2588 | 2544 | 2522 | 2490 | 2467 | 2407 | 2410 | 2395 | 2428 | 2440 | 2447 |

Quelle: Einwohnerzahlen des Bayerischen Landesamts für Statistik

## Politik
- CSU: 7
- FWK: 4
- Grüne: 2
- SPD: 1

### Gemeinderat
Der Gemeinderat hat 14 Mitglieder. Bei der Kommunalwahl vom 15. März 2020 haben von den 2091 stimmberechtigten Einwohnern in der Gemeinde Kastl 1515 von ihrem Wahlrecht Gebrauch gemacht, womit die Wahlbeteiligung bei 72,45 % lag.

### Bürgermeister
Erster Bürgermeister ist seit Mai 2002 Stefan Braun (CSU). Bei der Kommunalwahl vom 15. März 2020 wurde er mit 80,32 % der Stimmen wiedergewählt.

### Wappen
| Wappen Gemeinde Kastl | Blasonierung: „In Blau sechs, drei zu zwei zu eins gestellte silberne heraldische Lilien.“ |
| Wappen Gemeinde Kastl | Wappenbegründung: Das Wappen wurde seit circa 1400 zum Gedenken an die Grafen von Kastl-Habsberg und Sulzbach, die Stifter des Benediktinerklosters Kastl, geführt und es ist seit 1475 in Form eines Siegels des Klostergerichts, welches die sechs heraldischen Lilien zeigte, offiziell überliefert. |

Die sechs umgürteten heraldischen Lilien symbolisieren stilisierte Schwertlilien (Iris).

### Partnerschaft
Seit 2008 besteht eine Partnerschaft mit der ungarischen Gemeinde Érsekcsanád.

## Baudenkmäler
- Kloster Kastl
- Rathaus Kastl (Lauterachtal)

## Wirtschaft und Infrastruktur

### Verkehr
Die B299 umgeht Kastl im Süden bzw. mit moderater Steigung im Osten
Die Länge aller Gemeindestraßen beträgt 98,07 km.

### Tourismus
Kastl setzt seit den 1950er Jahren auf Tourismus. Deshalb ersann man in den frühen 1950er Jahren das Schweppermannspiel, ein Laienschauspiel zur Erinnerung an Seyfried Schweppermann. Unter starker Beteiligung der Bürgerschaft wurde die Werbegemeinschaft Amberg-Vils-Lauterachtal gegründet. Seit 2006 existiert der Naturpark Hirschwald, zu dem die Landschaftsschutzgebiete von Kastl gehören, und seit 2008 ist Kastl der nördlichste Etappenpunkt auf dem „bereits mehrfach ausgezeichneten Qualitätswanderweg Jurasteig“. Zudem gibt es in Kastl ein Freibad – neben dem Seniorenheim des BRK St. Josef, einigen mittelständischen Firmen (u. a. ein weltweit tätiger Hersteller für Automaten zur Bestückung von Leiterplatten), zahlreichen Handwerksbetrieben und einer Rapsölpresse. Kastl hat eine Kneippanlage an der Lauterach.

### Energie
Auf dem 587 Meter hohen Brennersberg ging im Januar 2012 eine Windkraftanlage vom Typ Vestas V112 mit 3 MW Leistung, 140 m Nabenhöhe und 112 m Rotordurchmesser in Betrieb, die bei der Fertigstellung die höchste Windkraftanlage in Bayern war.

### Bildung
Im Februar 2008 mietete ein privater Investor die Räume der Klosterburg vom Freistaat Bayern, um ein College zur Vorbereitung auf ein Studium an internationalen Universitäten einzurichten. Direkt neben dem Klostergebäude befindet sich die 1962 gebaute Volksschule (Grund- und Hauptschule).
Die Klosterburg beherbergt eine Zweigstelle der Abteilung Sulzbach-Rosenberg der Hochschule für den öffentlichen Dienst in Bayern für den Bereich „Polizei“ (Sitz München).

## Söhne des Ortes
- Peter von Kastl (um 1400), Benediktinermönch, Übersetzer von Boëthius’ Trost der Philosophie
- Johann Martin Gräf (1751–1833), katholischer Theologe
- August Holler (1835–1904), Botaniker
- Georg Widenbauer (1875–1960), Heimatforscher, Ehrenbürger von Kastl
- Ambrosius Hiltl (1877–1969), Gründer des ältesten vegetarischen Restaurants der Welt
- Alfred Pöllath (1916–1996), Politiker der separatistischen Bayernpartei
- Alfons Riedl (1937–2008), römisch-katholischer Geistlicher und pazifistischer Moraltheologe
- Helmut Geist (* 1958), Geograph, Forscher und Hochschullehrer

## Trivia
Der Spielfilm Wer’s glaubt wird selig wurde zum Teil im Zentrum von Kastl gedreht.